# Alpocalypse
Alpocalypse (Alpocalipse) é o décimo terceiro álbum do músico norte-americano "Weird Al" Yankovic,  lançado em 21 de Junho de 2011, cinco anos depois de Straight Outta Lynwood (2006). Algumas das canções foram lançadas antes no EP Internet Leaks. É o primeiro álbum de Yankovic a ter videoclipes para todas as faixas.

## Faixas
| Faixa | Nome                                                                      | Duração | Paródia de                                 | Descrição |
| ----- | ------------------------------------------------------------------------- | ------- | ------------------------------------------ | --- |
| 1     | "Perform This Way" (É Assim que eu atuo)                                  | 2:54    | "Born This Way", Lady Gaga                 | Lady Gaga descreve suas performances e figurinos bizarros. |
| 2     | "CNR"                                                                     | 3:21    | White Stripes                              | Fatos exagerados sobre o ator Charles Nelson Reilly. |
| 3     | "TMZ"                                                                     | 3:40    | "You Belong with Me", Taylor Swift         | Como celebridades veem seu cotidiano parar no site TMZ. |
| 4     | "Skipper Dan"                                                             | 4:01    | Weezer                                     | Um homem com um diploma de ensino superior que é guia na Disneylândia. |
| 5     | "Polka Face"                                                              | 4:47    | Medley em ritmo polca de diversas canções. | Inclui trechos das canções: - "Liechtensteiner Polka" - "Poker Face", Lady Gaga - "Womanizer", Britney Spears - "Right Round", Flo Rida e Kesha - "Day 'n' Nite", Kid Cudi - "Need You Now", Lady Antebellum - "Baby", Justin Bieber e Ludacris - "So What", P!nk - "I Kissed a Girl", Katy Perry - "Fireflies", Owl City - "Blame It", Jamie Foxx e T-Pain - "Replay", Iyaz - "Down", Jay Sean e Lil Wayne - "Break Your Heart", Taio Cruz e Ludacris - "The Tick Tock Polka", Frankie Yankovic - "Tik Tok", Ke$ha - "Whatever's Left Over Polka" |
| 6     | "Craigslist"                                                              | 4:53    | The Doors                                  | Listas falsas do site Craigslist. |
| 7     | "Party in the CIA" (Festa na CIA)                                         | 2:56"   | "Party in the U.S.A.", Miley Cyrus         | O cotidiano de agentes da CIA. |
| 8     | "Ringtone"                                                                | 3:24    | Queen                                      | Um homem reclama sobre seu ringtone irritante. |
| 9     | "Another Tattoo" (Mais Uma Tatuagem)                                      | 2:49    | "Nothin' on You", B.o.B e Bruno Mars       | Uma pessoa tatuada descreve suas tattoos. |
| 10    | "If That Isn't Love" (Se isso não é amor)                                 | 3:48    | Hanson                                     | Uma pessoa que não entende o amor e faz tudo de idiota para o parceiro. |
| 11    | "Whatever You Like" (O Que Você Quiser)                                   | 3:41    | "Whatever You Like", T.I.                  | Um homem tenta agradar a namorada em meio à recessão. |
| 12    | "Stop Forwarding That Crap to Me" (Pare de Mandar Essa Porcaria Para Mim) | 5:42    | Jim Steinman                               | Um homem reclama contra spam. |

## Ficha técnica
1. "Perform This Way" - Composta por: Stefani Germanotta, Jeppe Laursen, Paul Blair, Fernando Garibay. Escrita por: "Weird Al" Yankovic
2. "CNR" - Escrita e composta por: "Weird Al" Yankovic
3. "TMZ" - Composta por: Taylor Swift, Liz Rose. Escrita por: "Weird Al" Yankovic
4. "Skipper Dan" - Escrita e composta por: "Weird Al" Yankovic
5. "Polka Face" - Medley de várias cançôes em ritmo polca. Versão em polca por "Weird Al" Yankovic
6. "Craigslist" - Escrita e composta por: "Weird Al" Yankovic
7. "Party in the CIA" - Composta por: Lukasz Gottwald, Claude Kelly, Jessica Cornish. Escrita por: "Weird Al" Yankovic
8. "Ringtone" - Escrita e composta por: "Weird Al" Yankovic
9. "Another Tattoo" - Composta por: Bobby Ray Simmons, Peter Hernandez, Philip Lawrence, Ari Levine. Escrita por "Weird Al" Yankovic
10. "If That Isn't Love" - Escrita e composta por:"Weird Al" Yankovic
11. "Whatever You Like " - Composta por: Clifford Harris, James Scheffer, David Siegel. Escrita por: "Weird Al" Yankovic
12. "Stop Forwarding That Crap to Me" - Escrita e composta por: "Weird Al" Yankovic

## Desempenho nas paradas
| Parada (2011)                       | Melhor posição |
| ----------------------------------- | -------------- |
| Canadian Albums Chart               | 13             |
| Billboard 200 dos EUA               | 9              |
| Billboard Top Comedy Albums dos EUA | 1              |